# مندی چو
مندی چو (انگلیسی: Mandy Cho؛ زادهٔ ۲ سپتامبر ۱۹۸۲) بازیگر اهل ایالات متحده آمریکا است. وی از سال ۲۰۰۳ میلادی تاکنون مشغول فعالیت بوده است.